# 南格阿尔德瓦特
南格阿尔德瓦特（Nangal Dewat），是印度德里South West县的一个城镇。总人口13168（2001年）。

## 人口
该地2001年总人口13168人，其中男性7325人，女性5843人；0—6岁人口1886人，其中男852人，女1034人；识字率63.84%，其中男性为72.94%，女性为52.44%。